# Rossiulus kessleri
Rossiulus kessleri är en mångfotingart som först beskrevs av Hans Lohmander 1927.  Rossiulus kessleri ingår i släktet Rossiulus och familjen kejsardubbelfotingar. Inga underarter finns listade i Catalogue of Life.